# I-368
I-368 — підводний човен Імперського флоту Японії, який взяв участь у бойових діях Другої світової війни.

## Загальна інформація
Корабель спорудили у 1944 році на корабельні ВМФ у Йокосуці. Він належав до типу D (також знаний як клас I-361) та проєктом призначався для здійснення транспортних місій з метою постачання численних японських гарнізонів, які з другої половини 1942-го почали дедалі частіше потрапляти у блокаду союзних сил. Втім, для самозахисту на човні все-таки зберегли два торпедні апарати (без запасних торпед).

## Бойова служба
Човен так і не виконав жодної транспортної місії, а через певний час був призначений для переобладнання у носій 5 керованих торпед «кайтен». Ця конверсія, яка, зокрема, потребувала демонтажу палубної гармати, завершилась у січні 1945-го, після чого І-368 перейшов до тренувань зі застосування свого нового озброєння.
20 лютого 1945-го човен дістав наказ вийти в море для дій проти ворожого флоту, який напередодні розпочав операцію з заволодіння островом Іводзіма. Вночі 26 лютого І-368, що перебував на поверхні за сім десятків кілометрів на захід від Іводзіми, був виявлений пілотом з ескортного авіаносця «Анціо». З літака позначили місце перебування ворожої субмарини спеціальним маркером, а після занурення І-368 скинули буй з сонарним обладнанням, а потім і протичовнову торпеду. Втім, І-368 не був знищений, що підтвердила короткострокова поява на поверхні його бойової рубки. У підсумку до місця зіткнення прибув другий літак, що скинув додаткові сонарні буї та ще одну торпеду. Цей бій став останнім для І-168, який загинув разом з усіма 86 особами, що перебували на борту.